# ال (مجله)
اِل (به فرانسوی: Elle) عنوان مجله‌ای فرانسوی است که از سال ۱۹۴۵ به زبان فرانسوی و از سال‌های بعد به زبان‌های دیگر منتشر می‌شود. این نشریه در رابطه با مد و پوشاک زنانه، زیبایی، سلامت و سرگرمی است.
اِل بزرگترین و پرتیراژترین مجله مد و پوشاک جهان است.
در دسامبر ۲۰۲۱ مجله ال اعلام کرد که دیگر تصاویر لباس‌های تهیه شده از پوست حیوانات را منتشر نمی‌کند.

## معنی عنوان مجله

ادل بر روی جلد

واژه Elle در زبان فرانسوی برای "او" در جنس مونث به کار می‌رود.